# Náměstí Rogier

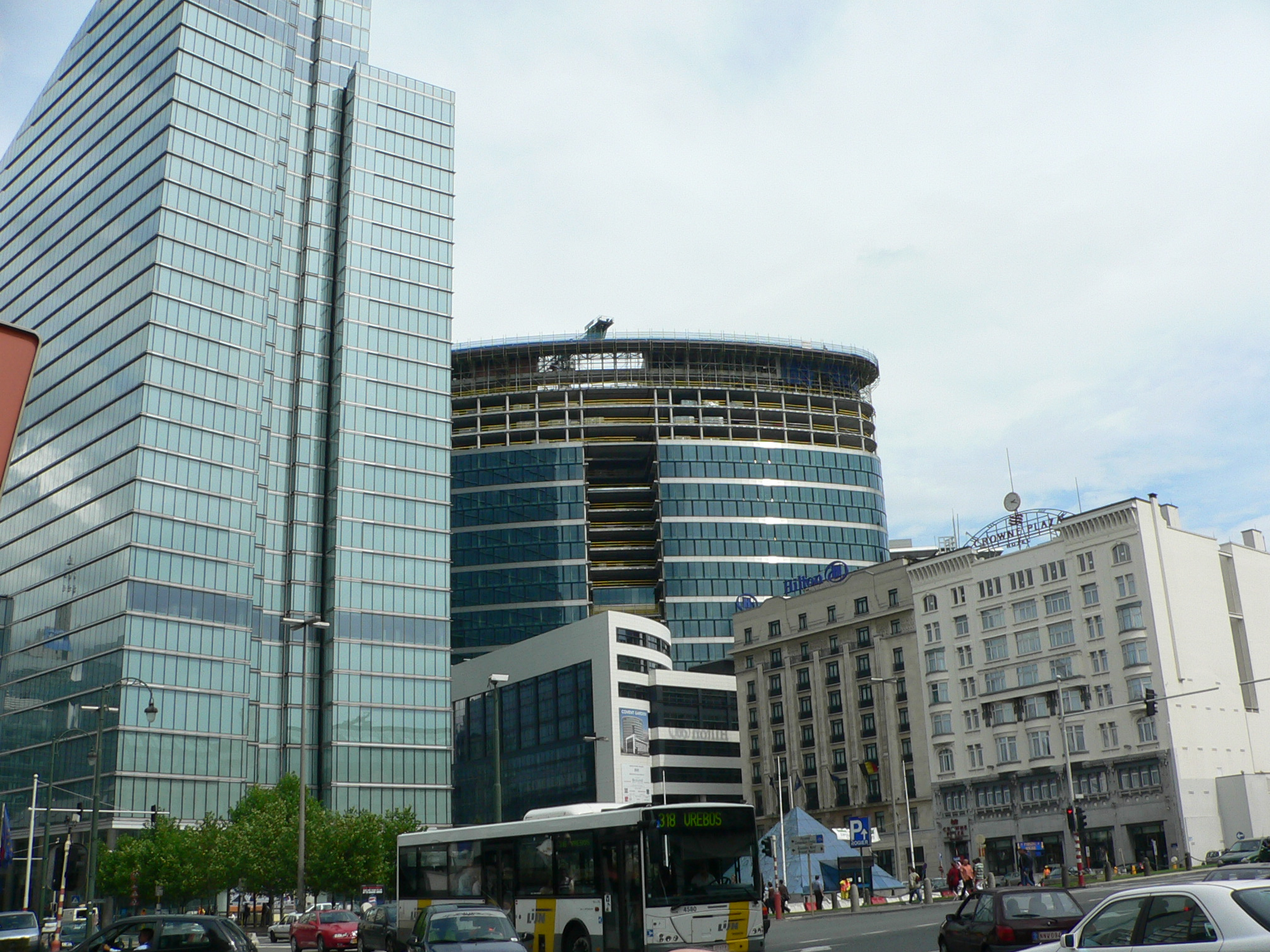
Současný pohled na náměstí Rogier (východní strana)

Náměstí Rogier (francouzsky Place (Charles) Rogier, nizozemsky (Karel) Rogierplein) se nachází na severním okraji belgické metropole Bruselu. Jmenuje se podle Charlese Rogiera, jednoho ze zakladatelů nezávislého belgického státu.
Náměstí vždy sloužilo jako významná dopravní křižovatka Bruselu. V 19. století zde bylo vybudováno nádraží a na něj se napojovala veřejná doprava. Po druhé světové válce bylo nádraží nicméně odstraněno a celé okolí náměstí doznalo značných změn. V současné době se tak v blízkostí náměstí nachází velké množství výškových budov. Pod náměstím byl vybudován silniční tunel a linka metra (stanice Rogier). Prochází tudy také malý okruh (Boulevard Badouin); silniční okruh kolem centra města.
Okolí náměstí je ukázkovým příkladem procesu tzv. bruselizace, tedy přestavby historické zástavby v moderní velkoměsto bez ohledu na jeho historickou tradici. Od roku 2006 prochází prostor samotného náměstí další rekonstrukcí.